# Sépiaptérine
La sépiaptérine est un composé organique hétérocyclique naturel, de la famille des ptérines. C'est un pigment ptérinique jaune fluorescent, présent dans de nombreux organismes vivants.

## Découverte

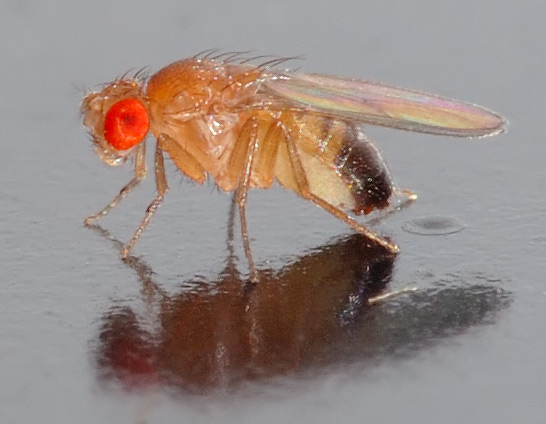
Drosophila melanogaster mâle.

La sépiaptérine a été découverte dans les années 1950 dans le cadre d'une étude sur les pigments jaunes et rouges, certains présentant une fluorescence, présents dans les yeux de mouches du vinaigre (Drosophila melanogaster) mutantes, présentant une teinte sépia, dont la population augmentait.
Elle fut isolée pour la première fois par l'équipe de Forrest and Mitchell au California Institute of Technology (Pasadena) sous la forme de cristaux jaunes. Quelques années plus tard, Viscontini et Möhlmann découvrirent également un isomère qu'ils nommèrent isosépiaptérine.
La formule structurelle de la sépiaptérine n'a pu être déterminée qu'en 1978/1979 par Max Viscontini et son équipe (Zurich), et Wolfgang Pfleiderer (Constance),. C'est une 7,8-dihydroptérine très proche de la bioptérine, mais qui porte un groupe carbonyle sur la chaîne C3 en position 6, en lieu et place d'un groupe hydroxyle. Cette chaîne latérale a la structure de l'acide lactique en configuration S.

## Occurrence naturelle
La sépiaptérine est également présente chez un grand nombre d'organismes ; elle est notamment présente dans l'épiderme du bombyx du mûrier et de divers amphibiens et poissons. Des traces ont été trouvées dans l'urine des mammifères, humains compris, ce qui suggère qu'il s'agit d'un intermédiaire métabolique de nombreux organismes.

## Biochimie
La sépiapterine est un précurseur de la tétrahydrobioptérine (BH4), une importante coenzyme d'acide aminé aromatique hydroxylases. L'enzyme sépiaptérine réductase catalyse l'hydrogénation du groupe carbonyle en C-1‘ par le NADPH, formant la dihydrobioptérine. Cette dernière est finalement réduite en tétrahydrobioptérine.